# Hans Schweiger (Tierfilmer)
Hans Schweiger (* 12. Januar 1949 in Füssen) ist ein deutscher Tierfilmer, der mit Ernst Arendt ab 1977 die erfolgreiche Tierfilmreihe „Tiere vor der Kamera“ produziert hat. Daneben war er Drehbuchautor und Kameramann der Serie.

## Auszeichnungen
- 1979 – Goldener Gong für Tiere vor der Kamera
- 1989 – Goldene Kamera in der Kategorie Tierfilmer
- 1990 – Adolf-Grimme-Preis mit Bronze für die Folge Die Nächte der Tasmanischen Teufel aus Tiere vor der Kamera (zusammen mit Ernst Arendt)
- 1991 – Bayerischer Fernsehpreis für Lied der Landschaft aus der Reihe Tiere vor der Kamera
- 1996 – Kultur- und Kunstpreis der Stadt Füssen[2]
- 2005 – Görlitzer Meridian Naturfilmpreis zusammen mit Ernst Arendt
- 2006 – DUH-Umwelt-Medienpreis für sein Lebenswerk
- 2012 – NaturVision Filmfestival Publikumspreis für Highway durch die Rocky Mountains – Herbst